# Sam Morse
Sam Morse (ur. 27 maja 1996) – amerykański narciarz alpejski, złoty medalista mistrzostw świata juniorów.

## Kariera
Po raz pierwszy na arenie międzynarodowej pojawił się 11 grudnia 2011 roku w Sunday River, gdzie w zawodach FIS Race zajął 54. miejsce w slalomie. W 2014 roku wystartował na mistrzostwach świata juniorów w Jasnej, gdzie jego najlepszym wynikiem było 17. miejsce w zjeździe. Jeszcze trzykrotnie startował na imprezach tego cyklu, największy sukces osiągając podczas mistrzostw świata juniorów w Åre, gdzie zwyciężył w zjeździe. Był też między innymi czwarty w tej konkurencji na mistrzostwach świata juniorów w Soczi rok wcześniej, przegrywając walkę o podium o 0,12 sekundy. W zawodach Pucharu Świata zadebiutował 15 marca 2017 roku w Aspen, gdzie zajął 21. miejsce w zjeździe.

## Osiągnięcia

### Mistrzostwa świata juniorów
| Miejsce | Dzień     | Rok  | Miejscowość | Konkurencja     | Czas biegu | Strata | Zwycięzca                |
| ------- | --------- | ---- | ----------- | --------------- | ---------- | ------ | ------------------------ |
| 17.     | 2 marca   | 2014 | Jasná       | Zjazd           | 1:17,31    | +0,85  | Adrian Smiseth Sejersted |
| 72.     | 4 marca   | 2014 | Jasná       | Gigant          | 2:03,14    | +18,34 | Henrik Kristoffersen     |
| 38.     | 5 marca   | 2014 | Jasná       | Slalom          | 1:37,21    | +11,38 | Henrik Kristoffersen     |
| 48.     | 8 marca   | 2015 | Hafjell     | Gigant          | 2:23,37    | +11,52 | Henrik Kristoffersen     |
| 18.     | 11 marca  | 2015 | Hafjell     | Kombinacja      | 1:58,25    | +3,36  | Loïc Meillard            |
| 20.     | 11 marca  | 2015 | Hafjell     | Supergigant     | 1:15,87    | +1,44  | Miha Hrobat              |
| 12.     | 13 marca  | 2015 | Hafjell     | Zjazd           | 1:29,62    | +1,51  | Henri Battilani          |
| 4.      | 27 lutego | 2016 | Soczi       | Zjazd           | 1:11,66    | +0,47  | Erik Arvidsson           |
| DNF     | 29 lutego | 2016 | Soczi       | Supergigant     | 1:09,95    | -      | Matthieu Bailet          |
| 13.     | 1 marca   | 2016 | Soczi       | Superkombinacja | 1:56,16    | +4,47  | Štefan Hadalin           |
| DNS1    | 3 marca   | 2016 | Soczi       | Gigant          | 2:14,32    | -      | Marco Odermatt           |
| 1.      | 8 marca   | 2017 | Åre         | Zjazd           | 1:23,34    | -      | -                        |
| 5.      | 9 marca   | 2017 | Åre         | Supergigant     | 1:17,91    | +0,08  | Nils Alphand             |
| 6.      | 11 marca  | 2017 | Åre         | Superkombinacja | 2:05,14    | +1,93  | Loïc Meillard            |

### Puchar Świata

#### Miejsca w klasyfikacji generalnej
- sezon 2016/2017: -
- sezon 2017/2018:

#### Miejsca na podium w zawodach
Morse nie stawał na podium zawodów PŚ.